# Teen Titans Go! (série télévisée d'animation)
Cet article concerne la série d'animation. Pour la série de comics, voir Teen Titans Go!.
Production
Diffusion
Chronologie
Teen Titans : Les Jeunes Titans
Teen Titans Go! est une série d'animation américaine, produite par Cartoon Network Studios et diffusée depuis le 23 avril 2013 sur Cartoon Network. Dans un nouveau style d'animation, Teen Titans Go! est une série dérivée faisant suite à Teen Titans : Les Jeunes Titans. 
La série s’attache à dépeindre les tribulations d’une équipe de super-héros qui s’efforce de concilier la mission salvatrice et la vie d'adolescent dépourvue de toute tutelle adulte concentré principalement sur la comédie et la parodie.
Certains personnages DC Comics apparaissent de manière régulière ou le temps d'une brève apparition, tandis que des personnages d'autres franchises de Warner Bros. font également des apparitions. Les comédiens principaux de la série de 2003, c'est-à-dire Scott Menville (Robin), Tara Strong (Raven), Greg Cipes (Beast Boy), Khary Payton (Cyborg) et Hynden Walch (Starfire), reprennent leurs rôles, de même que pour la quasi-intégralité des comédiens qui jouent les personnages secondaires.
La série connait également plusieurs films, Teen Titans Go! Le film en 2018, Teen Titans Go! vs. Teen Titans en 2019, Teen Titans Go! découvrent Space Jam en 2021, Teen Titans Go! et DC Super Hero Girls: Pagaille dans le Multivers en 2022 et Teen Titans Go! : La folie des genres opposés annoncé pour 2025.

## Synopsis
Robin, Cyborg, Starfire, Raven et Beast boy, alias les Jeunes Titans, sont des adolescents immatures qui ont pour hobby de sauver le monde.
Cette série montre les Jeunes Titans dans leur drôle de quotidien, dans toutes sortes de situations et de parodies de sujets de société. Contrairement à la série originale qui était mi-comique/mi-sérieuse, celle-ci n'est que comique. En effet, les Titans passent ici pour des idiots qui ne pensent qu'à s'amuser.

## Distribution

### Acteurs principaux
- Scott Menville : Robin, Roy Harper / Speedy, Birdarang, Tim Drake, Carrie Kelley, Killer Moth, Billy Numerous, Detective Chimp (en) (saison 1), Pain Bot (saison 1) et divers personnages
- Greg Cipes : Beast Boy et divers personnages
- Khary Payton : Cyborg, Sticky Joe, l'esprit du canapé, l'arbre de l'univers, l'esprit d'Halloween, Zan (en) Pain Bot (saison 2) et divers personnages
- Hynden Walch : Starfire, Blackfire, Madame Rouge, Wonder Girl et divers personnages
- Tara Strong : Raven, Jayna (en) et divers personnages

### Acteurs récurrents
- Lauren Tom : Gizmo et Jinx (depuis saison 1)
- Kevin Michael Richardson : Mammouth, Trigon et See-More (depuis saison 1)
- John DiMaggio : Brother Blood, Toy Master, Shazam et Calculator (depuis saison 1)
- Ashley Johnson : Terra (depuis saison 1)
- Rodger Bumpass[N 1] : Docteur Light
- Alexander Polinsky (en) : Control Freak (depuis saison 2)
- Will Friedle : Kid Flash (depuis saison 2)
- Pamela Adlon : Rose Wilson (depuis saison 2)
- Wil Wheaton : Garth / Aqualad (depuis saison 2)
- Robert Morse[N 2] : le Père Noël (saison 3 à 7)
- Cree Summer : Elasti-Girl (en) (depuis saison 4)
- Ozioma Akagha : Bumblebee[N 3] (saison 5)
- Rachel Dratch : Negative Girl (depuis saison 6)
- Larry Kenney : Chief (en) (depuis saison 6)
- Flula Borg : Robotman (depuis saison 6)
- Fred Tatasciore : Alfred Pennyworth, Gueule d'argile, Detective Chimp (en) (2e voix) et divers personnages (depuis saison 7)

### Crossovers
- Khary Payton : Kaldur'ahm / Aqualad[N 4]
- Frank Welker : Fred Jones[N 5] et Scooby-Doo[N 5]
- Matthew Lillard : Shaggy Rogers[N 5]
- Kate Micucci : Velma Dinkley[N 5]
- Grey Griffin : Daphne Blake[N 5] et Wonder Woman[N 6]
- Kimberly Brooks : Bumblebee[N 6]
- Myrna Velasco : Jessica Cruz / Green Lantern[N 6]
- Tara Strong : Batgirl[N 6]
- Nicole Sullivan : Supergirl[N 6]
- Kari Wahlgren : Zatanna[N 6]
- Amanda Leighton : Belle[N 7]
- Kristen Li : Bulle[N 7]
- Natalie Palamides (en) : Rebelle[N 7]
- Tom Kenny : le narrateur[N 7]
- Roger L. Jackson : Mojo Jojo[N 7]
- Paul Rugg (en) : Freakazoid[N 8]
- David Warner : The Lobe[N 8]

### Invités
- Freddy Rodriguez : Más y Menos (saison 1, épisode 48)
- Weird Al Yankovic : Darkseid (saisons 3 et 5)
- Kevin Conroy : Batman (saison 5, épisode 9)
- Patton Oswalt : Atom (saison 5, épisode 41)
- Zack Snyder : lui-même[3] (saison 7, épisode 52)
- Patrick Wilson : lui-même (saison 7, épisode 52)

### Voix françaises
- Mathias Kozlowski : Robin et Fred Jones
- Hervé Grull : Changelin[N 9] et les protecteurs de la forêt
- Daniel Lobé : Cyborg
- Laëtitia Godès : Starfire et Parry
- Karine Foviau : Raven
- Taric Mehani : Billy Numerus
- Barbara Beretta : Jinx
- Jackie Berger[N 10] puis Brigitte Lecordier : Gizmo
- Thierry Mercier : Mammouth
- Donald Reignoux : See-More, le dragon
- Laura Préjean : Terra
- Edwige Lemoine : Blackfire
- Pierre Laurent : le Zappeur Fou, Dr Light
- Damien Boisseau : Aqualad
- Hervé Rey[N 11] puis Yoann Sover : Kid Flash
- Caroline Combes : Rose Wilson, Silkie en papillon (saison 1)
- Thierry Murzeau : Ed, Trigon, voix dans la tête de Robin, esprit du canapé
- Charles Pestel : Speedy
- Céline Melloul : Sonia Conchita Hernandez, Jayna, Daphné Blake, Changeline
- Jean-François Vlérick : le narrateur dans Super Robin et l'arbre de l'univers
- Eric Missoffe : Scooby-Doo et Sammy Rogers
- Caroline Pascal : Véra Dinkley
- Brigitte Virtudes : Madame Rouge
- Christophe Lemoine : Flash
- Marc Arnaud : Superman

## Épisodes
La série est diffusée aux États-Unis le 23 avril 2013 sur la chaîne Cartoon Network,.
La série est diffusée en France depuis janvier 2014 sur Cartoon Network, et est diffusée sur France 4 à partir du 1er septembre 2015. En même temps, de nouveaux épisodes arrivent sur Cartoon Network. En Belgique, la série est également rediffusée sur La Trois. Au Québec, la série est diffusée sur Télétoon.

## Personnages principaux
Robin : C'est le chef des Titans. Il a toujours un esprit de chef et de compétiteur. Il a un côté paranoïaque, ce qui peut parfois lui jouer des tours. Il est amoureux de Starfire. Dans cette série, c'est le seul héros qui est sérieux et rationnel même si parfois sa paranoïa le rend complètement fou. D'ailleurs, son comportement lucide fait qu'il est parfois haï par les autres personnages de la série. C’est l’ancien coéquipier de Batman.
Changelin : Métahumain à la peau verte, il peut prendre l'apparence de n'importe quel animal. Il est le meilleur ami de Cyborg. Il est aussi assez ahuri et adore manger en masse comme Cyborg, bien qu'il soit végétarien. Il a un faible pour Raven. C'est d'ailleurs lui qui se montre le plus attachant envers elle, qu’elle l'est pour lui.
Cyborg : Ce jeune garçon est mi-homme mi-robot. Son meilleur ami est Changelin, ils se connaissent par cœur et ont tous les deux un esprit maladroit. Il sort avec Jinx, une membre des H.I.V.E. Il adore les années 1980 et la nourriture, et il est très bruyant. Sa phrase fétiche est « Boo-yah ! ». Son plus grand rêve est de rejoindre la Ligue des justiciers.
Starfire : Une extraterrestre tamaranienne[Quoi ?]. Elle peut tirer des rayons lasers par le biais de ses yeux, elle possède aussi 9 estomacs. Elle est un peu naïve et adore les chats. Même si elle essaie d'être polie, ça lui arrive d'être espiègle et elle a un comportement souvent étrange. Robin est éperdument amoureux d'elle, mais elle a parfois peur de lui.
Raven : C'est une démone qui pratique la magie noire, elle a un faible pour Changelin, ce qu'elle tente péniblement de cacher. Elle adore secrètement regarder « les Jolies Petites Pégases » et jouer avec leurs figurines. Son nom signifie « corbeau » en français. Elle est très rabat-joie et très grincheuse mais se montre sérieuse, surtout quand Robin ne parvient plus à se contrôler. Elle est la fille du démon Trigon.

## Accueil
Teen Titans Go! est un véritable succès mondial, la série attire autant les adultes que les enfants. Elle s'est classée comme programme numéro 1 de Cartoon Network.
Cette série est accueillie d'une manière mitigée par la presse spécialisée qui, malgré le retour des voix originales de la série, critique principalement la nouvelle approche adoptée par celle-ci. Elle reçut également des critiques très négatives de la part de la plupart des fans.
Common Sense Media lui attribue quatre étoiles sur cinq avec en commentaire : « nouveau look de superhéros, et encore plus jeune audience. » Le site web IGN attribue à la série un 7,8 sur 10, un « bon » résultat avec comme commentaire : « DC Nation ramène la très chère série Les jeunes Titans pour la nouvelle génération -- dans un ton assez comique. » Rédacteur au magazine Slant Magazine, Lee Wang lui attribue 2 étoiles sur 4, critiquant le manque de profondeur émotionnelle comparé à son prédécesseur, l'animation flash couramment utilisée par la chaîne, et le pseudo-humour. La série a d'ailleurs souvent l'habitude de se moquer d'elle même et de sa supposée différence de qualité avec sa prédécesseure.
L'épisode pilote a été regardé par 2 millions de téléspectateurs américains. Le 11 juin 2013, Cartoon Network renouvelle Teen Titans Go! pour une deuxième saison, et annonce que la série est une grande réussite en matière d'audience. Le 29 avril 2015, la série a été renouvelée pour une troisième saison. Le 28 juillet 2016, il est annoncé qu'une quatrième saison est confirmée. Le 8 mars 2018, la série est renouvelée pour une cinquième saison. En octobre 2019, une sixième saison a débuté. Le 9 décembre 2020, une septième saison est annoncée ; les 2 premiers épisodes sont diffusés le 8 janvier 2021.

## Adaptation cinématographique
Un film Teen Titans Go ! Le film, réalisé par Aaron Horvath et Peter Rida Michail est sorti le 27 juillet 2018 aux États-Unis. Il comprend en vedettes Kristen Bell, Nicolas Cage et Will Arnett,.
Le film est un succès avec 52 millions de dollars récoltés uniquement aux États-Unis et est unanimement acclamé par la critique, pour son humour ravageur, son intelligence et ses nombreux clins d’œils à l'univers DC Comics ainsi qu'à d'autres univers télévisuels,,,,,,.
Le 24 octobre 2018, Warner Bros. annonce un crossover entre Teen Titans et Teen Titans Go!. Ce film, simplement intitulé Teen Titans Go! vs. Teen Titans est réalisé par Jeff Mednikow et produit par Marly Halpern-Graser et Jeremy Adams, et est sorti fin 2019 en Direct-to-video. C'est le second film de la franchise TTG! et il s'agit comme indiqué, d'un crossover entre les deux versions des protagonistes des deux séries, qui s'opposent d'abord avant de s'allier afin de vaincre les deux versions de Trigon, le père démoniaque de Raven.
Le 20 juin 2021, un nouveau film intitulé Teen Titans Go! découvrent Space Jam est directement diffusé à la télévision, sur sa chaîne d'origine Cartoon Network. C'est un film spécial à l'occasion de la sortie au cinéma 1 mois plus tard, du film Space Jam : Nouvelle Ère.
Dans ce troisième film et second crossover, les Titans reçoivent la visite des extraterrestres qui étaient autrefois les antagonistes principaux de Space Jam. Par ailleurs, Cyborg qui est fan du film est étonné d'apprendre que ses amis, eux, ne l'ont jamais vu, et organise alors une séance de rattrapage pour que tous puissent enfin visionner ce film culte de 1996 et ainsi faire leurs commentaires au fur et à mesure de l'avancement du métrage, bien que Robin, lui, se méfie de leurs nouveaux amis aliens.